# Escorteur

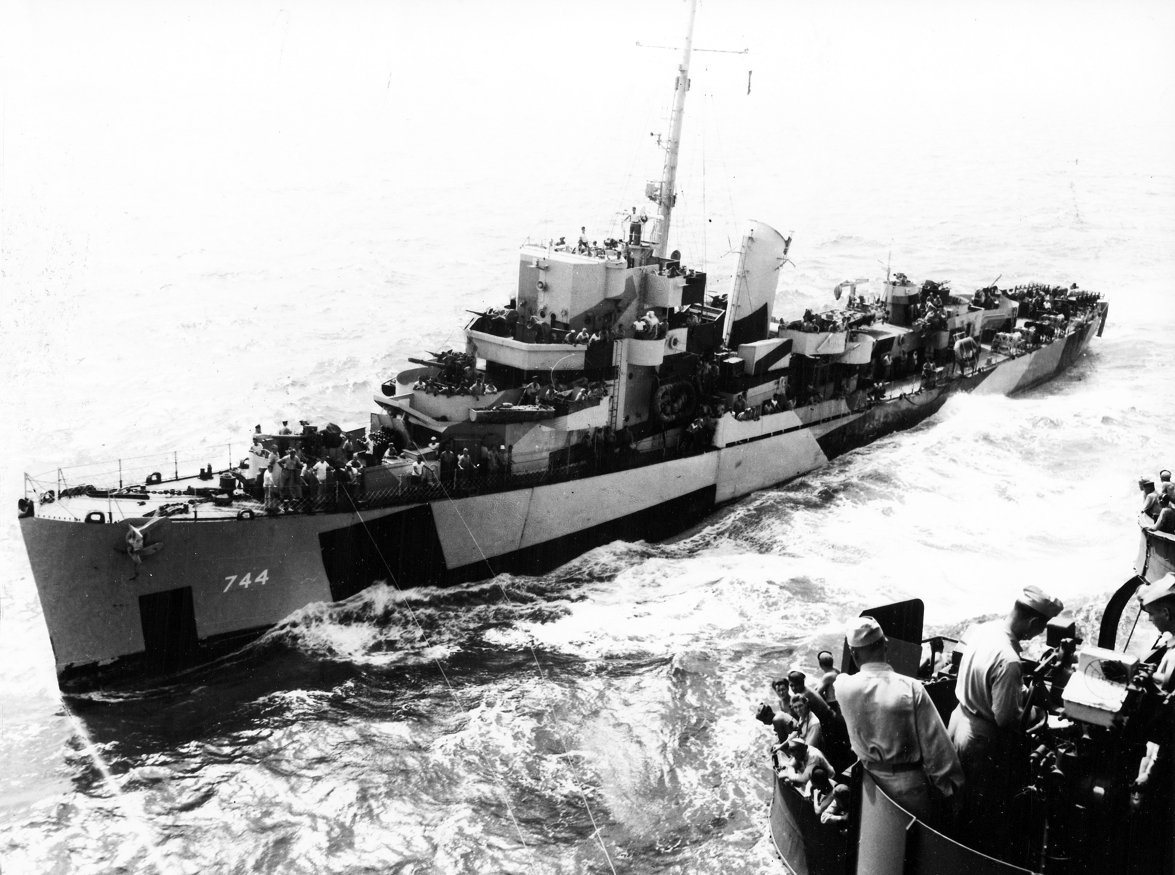
Destroyer d'escorte USS Kyne
(Classe Cannon)

Le terme d'escorteur est apparu pendant la Seconde Guerre mondiale pour désigner un navire de guerre, d'un déplacement moyen ou léger, qui avait pour mission de protéger les convois océaniques et les escadres des attaques des sous-marins. Ce rôle était généralement tenu par des destroyers d'escorte tels ceux de la classe Buckley et de la classe Cannon construits aux États-Unis, ou de la classe Hunt construits au Royaume-Uni, ou encore les frégates de la classe River construites au Royaume-Uni, au Canada et en Australie. La marine impériale japonaise utilisa la dénomination de Kaibokan pour ce type de navires.

## Les escorteurs de la Marine nationale française

### Au lendemain de la guerre

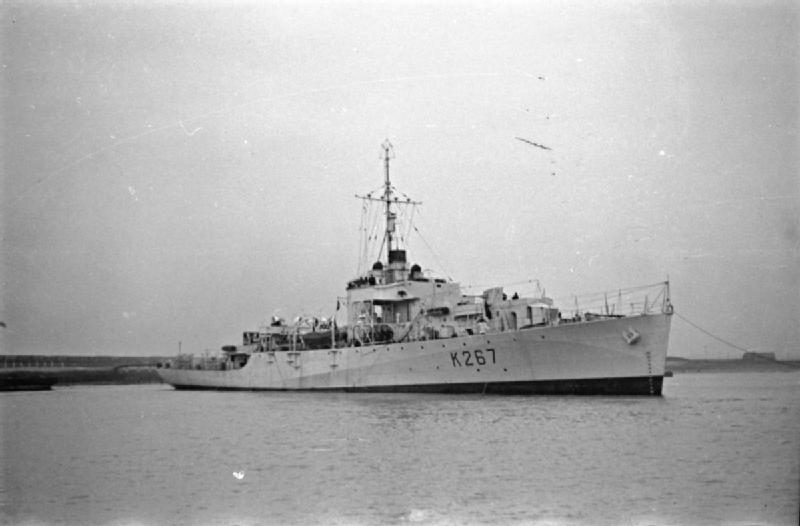
Frégate des FNFL Escarmouche
(classe River)

Dans l'immédiat après guerre, pour remplir ces missions d'escorte, la Marine française ne conservait qu'une poignée de torpilleurs et de contre-torpilleurs. S'y ajoutèrent plusieurs bâtiments d'origine allemande et italienne récupérés au titre des dommages de guerre, et des bâtiments d'escorte d'origine britannique ou américaine sous des appellations diverses :
- des destroyers d'escorte (DE) de 1 500 tonnes, construits aux États-Unis ;
- des frégates de 1 200 t (classe River), construites au Royaume-Uni ;
- des corvettes de 600 t (classe Flower), construites au Royaume-Uni ;
- des patrouilleurs côtiers (classe PC-461) de 400 t, construits aux États-Unis.

Les deux croiseurs légers d'origine italienne Châteaurenault (D606) et Guichen (D607) prendront le nom d'escorteur d'escadre à partir de 1955 et jusqu'à leur désarmement en 1962 et 1963.

### Construction d'une nouvelle flotte
Dans les années 1950-1960 la France dut donc reconstituer sa marine avec le concours financier des États-Unis qui financèrent une grande partie du programme. Après quelques hésitations, c'est le terme « escorteur » qui sera choisi pour ce nouveau type de navire de guerre, à la place des traditionnels « torpilleur », ou « contre-torpilleur », qui seront définitivement abandonnés.

### Les quatre familles d'escorteurs
- 18 escorteurs d'escadre (12 Classe T 47, 5 Classe T 53, 1 Classe T 56) : bâtiments de 3 000 tonnes, longs de 128 à 132 mètres, à vocation anti-navire, anti-sous-marine, anti-aérienne, piquet radar ou conducteur de flottilles. Ils formaient, jusqu'à la fin des années 1980, l'épine dorsale des forces de haute-mer de la marine française. C'étaient pour l'OTAN des destroyers (DD ou DDG ; indicatif visuel précédé d'un D).
- 18 escorteurs rapides (Type E50) et (Type E52): bâtiments plus légers de 1 500 t, longs de 99 m, à vocation anti-sous-marine, types E50, E52A, E52B. C'étaient pour l'OTAN des frégates (FF ; indicatif visuel précédé d'un F).
- 9 avisos escorteurs (classe Commandant Rivière) : bâtiments de 2 100 t, longs de 103 m, à vocation anti-sous-marine et ultérieurement anti-navires, déployées outre-mer. C'étaient pour l'OTAN des frégates (FF ; indicatif visuel d'un F)
- 14 escorteurs côtiers (3 classe Le Fougueux et 11 classe L'Adroit) Bâtiments de 400 t, longs de 52 m. C'étaient, pour l'OTAN, des patrouilleurs ou chasseurs de sous-marins (PC : Patrol Coastal ; indicatif visuel précédé d'un P).

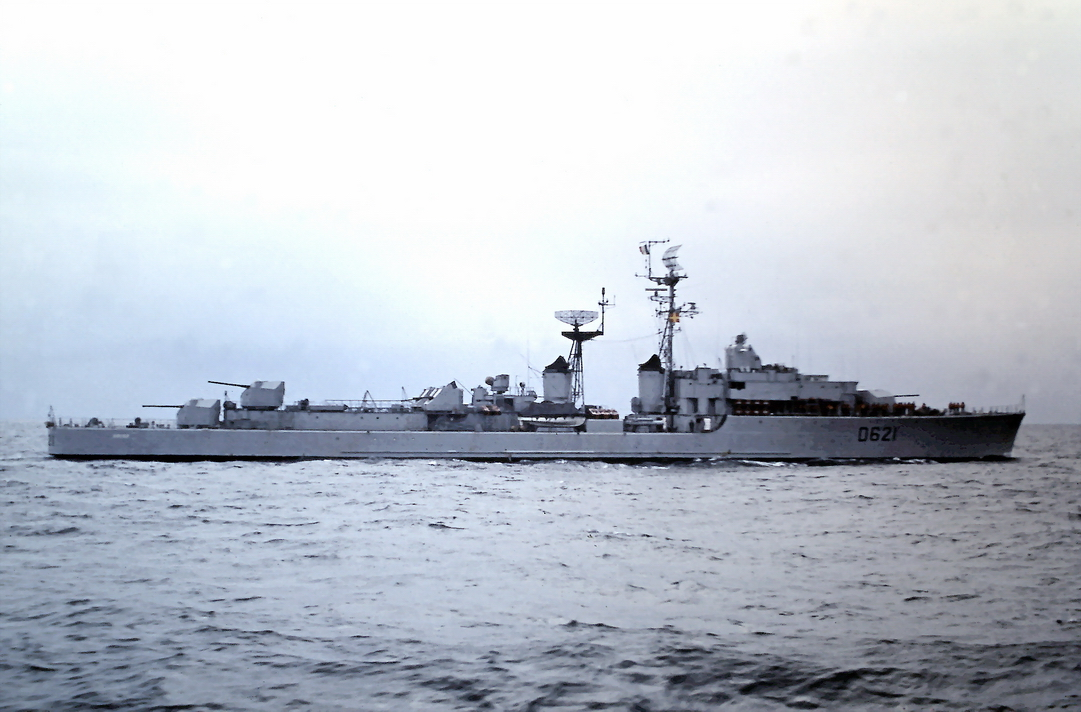
Escorteur d'escadre Surcouf
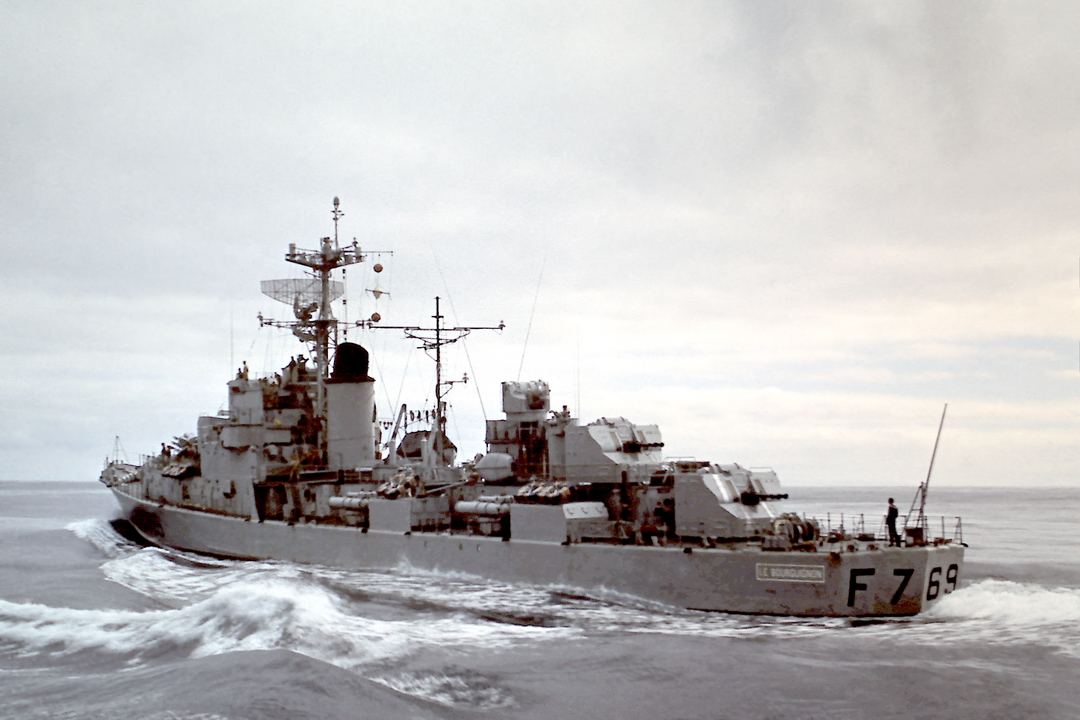
Escorteur rapide Le Bourguignon
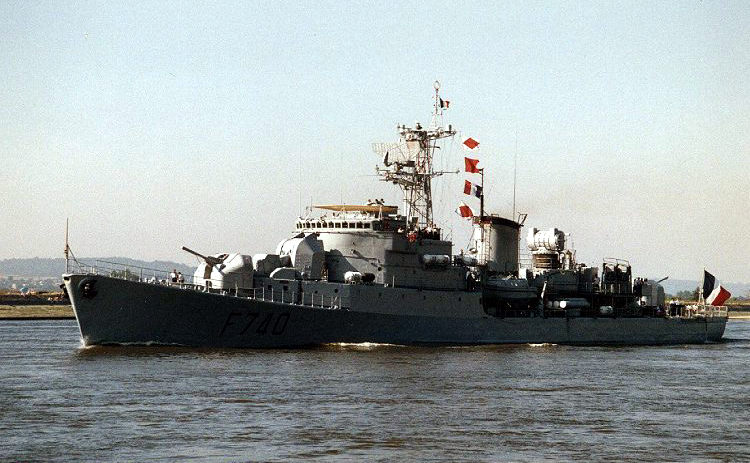
Aviso escorteur Commandant Bourdais
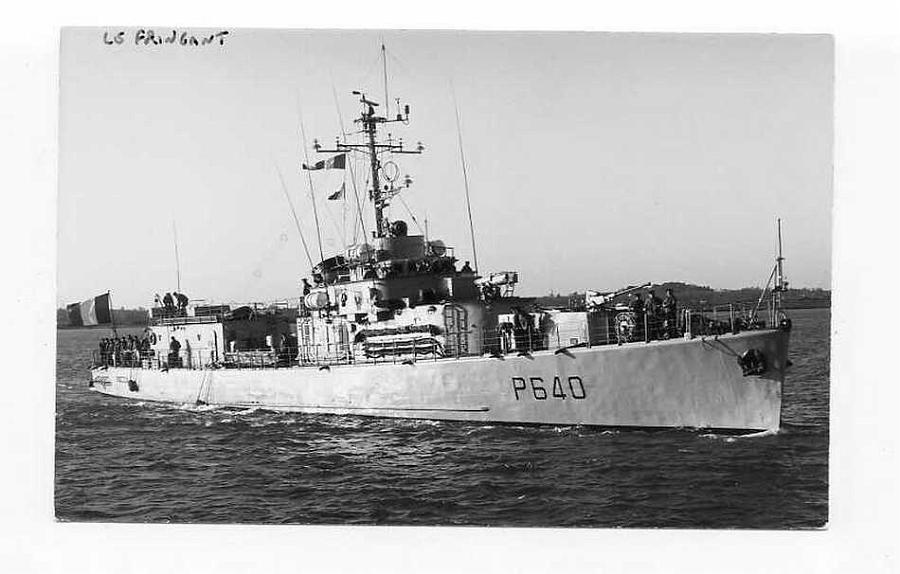
Escorteur côtier Le Fringant

L'appellation d'« escorteur » n'est plus utilisée dans la marine nationale française. Elle a été remplacée par celles de frégate, d'aviso ou de patrouilleur.